# Anaeomorpha mirifica
Anaeomorpha mirifica é uma borboleta neotropical da família Nymphalidae e subfamília Charaxinae, classificada por Mark Simon e Keith R. Willmott em 2017, no texto First record of the enigmatic tribe Anaeomorphini (Lepidoptera, Nymphalidae, Charaxinae) outside of the Amazon basin: a new species of Anaeomorpha Rothschild, 1894, from the Chocó region of western Ecuador; com seu tipo nomenclatural coletado na região de Chocó, sendo endêmica do noroeste do Equador. É a segunda espécie descrita de seu gênero (antes, durante o século XX, um táxon monotípico, incluindo apenas Anaeomorpha splendida Rothschild, 1894). Seu gênero, Anaeomorpha, foi retirado da tribo Preponini através de sequenciamento de DNA por Elena Ortiz-Acevedo e Keith R. Willmott, em 2013, no texto Molecular systematics of the butterfly tribe Preponini (Nymphalidae: Charaxinae), e colocado em uma tribo denominada Anaeomorphini.

## Descrição
Vista por cima, apresenta um padrão geral de coloração marrom-enegrecida, com amplas marcas azul-esverdeadas, características de seu gênero; com suas asas apresentando uma camuflagem se assemelhando a uma folha seca, em vista inferior, separada em duas tonalidades e dividida por uma linha escura, mediana, com uma faixa mais clara a margeando, ocelos e pequenas pontuações brancas na metade inferior das asas traseiras, que a fazem diferir da outra espécie do gênero Anaeomorpha.